# 無社會性
無社會性（英語：Asociality ）指的是缺乏参与社會關係的動力或傾向獨自活动。除無社會性外，发展心理学家也會使用相似的同义词，如：非社會性（nonsocial）、不合群（unsocial）以及社會無感（social uninterest）等。無社會性與反社會行為完全不同，但並不衝突、可能同時發生；反社會行為是指對他人或一般社會秩序積極的厭惡或對抗。無社會性者也時常是具有内向性人格特質者，而极端的無社會性可能會出現多種的临床狀況。
無社會性可以被視為一種表達不同意見的方式，因此不一定是一種完全负面的社会特徵。在耆那教、道教、天主教、东正教、佛教、苏非主义和一些神祕主義中，無社會性被視為其宗教或僧侶的理想表現。

## 内向
内向是一種「心理或精神生活完全或著重於關注自己或指對自己感興趣」的狀態或趨勢。一些受大眾文學的作家將內向特質描述為「那些透過減少人際關係並使用反思集中能量的人們」，因此內向性格也是一種造成無社會性的原因。

## 精神病理學

### 精神分裂症
精神分裂症也稱為思覺失調症，這種病症有5種主要的消極症狀，無社會性便是其中之一，其他則包括情感或情緒淡然（Reduced affect display）、貧語症（Alogia）、享樂不能（Anhedonia）和動機缺乏（Avolition）。由於缺乏對於創造社會關係的期望，社交退縮的情況在在精神分裂症的患者中很常見。